# Waltham (azienda)
La Waltham Watch Company è un'azienda orologiera nata nel 1850 e con sede a Waltham, in Massachusetts.

## Storia

### Nascita e sviluppo (1800)
Aaron Lufkin Dennison fondò nel 1850, a Roxbury, in Massachusetts, la American Watch Company, con l'intento di realizzare non solo orologi, ma strumenti di precisione che sono stati montati anche su mezzi militari (che li adottavano come strumenti di bordo). L'azienda viene ribattezzata Waltham Watch Company nel 1859.
Ben presto, già attorno agli anni Sessanta/Settanta del 1800, il marchio si fa notare non solo per realizzare orologi, ma anche i movimenti degli stessi. I movimenti realizzati sono, fino a inizio Novecento, quelli per gli orologi da taschino, e sono i pregiati e ben decorati Waltham 1877, 1883, 1884, 1894, eccetera, così ribattezzati in base all'anno di inizio della loro produzione.
Dennison ben presto adotta il sistema della catena di montaggio (tra i primi ad adottare questa innovazione industriale) e la Waltham diventa una delle fabbriche orologiere più grandi al mondo.

### Waltham e l'esercito USA (1915-1950)
Durante il periodo delle due guerre mondiali, l'azienda diventa fornitrice per diverse forze armate dei suoi segnatempo, che si dimostrano robusti e resistenti all'acqua. I suoi orologi da polso prodotti per l'esercito statunitense durante la prima guerra mondiale sono definiti "trench watches" e sono caratterizzati da alta leggibilità grazie ai numeri sul quadrante sovradimensionati. Alcuni di questi orologi erano contraddistinti da una gabbia che aveva il compito di proteggere il vetro dagli urti. La corona di carica era sporgente per poter essere azionata anche indossando i guanti. Sempre in questo periodo realizza anche strumenti di bordo per navi e aerei: nel 1927 c'era uno strumento da bordo Waltham con riserva di carica di 8 giorni sullo Spirit of St. Louis guidato da Charles Lindbergh durante il primo volo transoceanico della storia.
Oltre a meccanismi per orologi da tasca (prodotti fino a metà anni Quaranta), viene avviata anche la produzione di movimenti per segnatempo da polso di varie forme: rettangolari (come nel caso del Waltham 400), ovali (Waltham 650), rotondi (Waltham 870). Anche i meccanismi dei propri orologi da polso sono stati prodotti fino a circa metà anni Quaranta.
L'attività di fornitura di segnatempo per l'esercito statunitense prosegue anche oltre il periodo delle due guerre mondiali, tanto che negli anni Cinquanta la Maison produce l'orologio militare conosciuto con la sigla A17, con quadrante nero, secondi centrali, numeri arabi sovradimensionati da 1 a 12 e, più in piccolo, numeri dal 13 al 24 per avere una più immediata lettura dell'orario.

### La scissione del marchio (1957)
Nel 1957 l'azienda si è scissa: una parte si è trasferita a produrre orologi in Svizzera, fondando così la Waltham International SA, facendosi apprezzare per la realizzazione di segnatempo per l'utilizzo civile, mentre un'altra parte è rimasta negli Stati Uniti per continuare nella sola produzione di strumenti per i cockpit degli aerei, cambiando contestualmente nome in Waltham Precision Instruments Company.
Tra la fine degli anni Quaranta e l'inizio degli anni Cinquanta Waltham SA non realizza più calibri, ma monta quelli forniti da terze parti, come FHF, Lorsa, UTC...

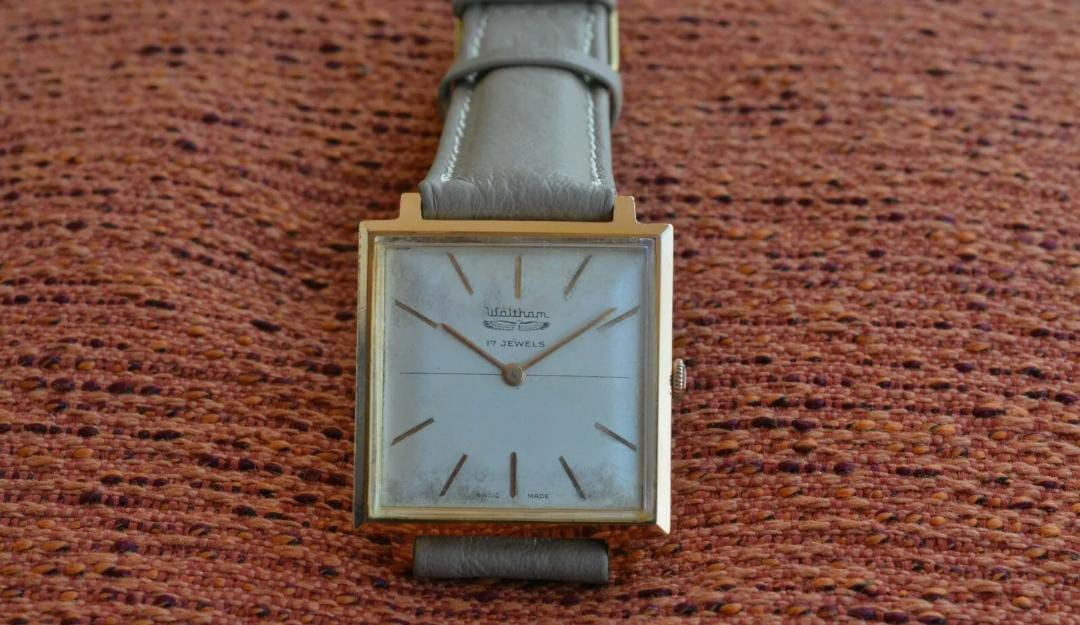
Waltham a carica manuale, fine anni '50 - inizio anni '60

Attorno agli anni Sessanta, l'azienda realizza diversi diver, ma entra in una fase di crisi e riduce fortemente la propria produzione. A fine anni Sessanta viene realizzato il cosiddetto "Surfboard": un cronografo bi-compax con due subdials a ore 3 e a ore 9, collegati con un ovale di colore differente rispetto al quadrante che, per forma e foggia, richiama una tavola da surf (da qui il soprannome): si tratta di un vezzo estetico adottato anche da altre case orologiere, come ad esempio l'americana Bulova. Il cronografo, a carica manuale, era mosso da un Valjoux 7733.

### Waltham diventa giapponese (anni Ottanta)
Nella seconda metà degli anni Settanta Waltham ottiene una certa notorietà nel mercato dell'Estremo Oriente grazie al modello Vacuum. L'interesse per i Waltham cresce, soprattutto in Giappone, tanto che nel 1981 il marchio viene acquistato dalla giapponese Heiwado & Co. La qualità tuttavia non si mantiene quella di un tempo. Attorno agli anni Novanta/Duemila viene realizzata la collezione Radiant, che prevede segnatempo pieni di diamanti, per un totale di centinaia di carati.

### Rilancio del marchio (anni 2000)
Recentemente il marchio è stato rilanciato e ha presentato diversi modelli, come il Lone Eagle SW 45, o come l'XA: si tratta, quest'ultima, di una rivisitazione di un classico orologio di bordo da aeroplano con i piccoli secondi disposti in maniera inconsueta a ore 12.
A metà anni Dieci del Nuovo Millennio è stato rilanciato il Waltham Aeronaval, contraddistinto da un look personale, sportivo e grintoso e da una buona impermeabilità.
Nel 2021 la casa ha presentato il Field & Marine, riproduzione in chiave moderna del suo modello impermeabile fornito a diversi eserciti nazionali.
Attualmente la Maison è proprietà del gruppo Watch Angels.